# Milà-Sanremo 2013
La Milà-Sanremo 2013, 104a edició de la Milà-Sanremo, es disputà el diumenge 17 de març de 2013 sobre un recorregut de 246 km i fou la quarta prova de l'UCI World Tour 2013. Per primera vegada en 31 anys la cursa es disputa en diumenge després que els organitzadors decidissin moure-la per motius logístics.
Una important nevada forçà els organitzadors a escurçar la cursa dels 298 quilòmetres inicialment previstos a 246 quilòmetres, eliminant l'ascensió al Pas del Turchino i Le Manie, neutralitzant la cursa i portant els ciclistes en autobús per reprendre la cursa més endavant.
Uns quants ciclistes van optar per no reprendre la cursa, entre ells Tom Boonen (Omega Pharma-Quick Step), com a protesta per la decisió de permetre a tots els ciclistes prendre la sortida amb el grup principal, tot hi haver perdut contacte amb aquest abans de la neutralització.
El vencedor final fou l'alemany Gerald Ciolek (MTN-Qhubeka), que s'imposà a l'esprint al gran favorit per a la victòria final, Peter Sagan (Cannondale) i a Fabian Cancellara (RadioShack-Leopard), segon i tercer respectivament.

## Equips participants
En la cursa hi prengueren part 25 equips, el nombre màxim permès, per un total de 200 corredors. A la presència obligatòria dels 19 equips UCI ProTeam, s'hi afegiren sis equips convidats de categoria professional continental: GW Erco Shimano, Bardiani Valvole-CSF Inox, FDJ, IAM Cycling, MTN-Qhubeka i Team Europcar.
| Núm.    | Codi | Equip                     |
| ------- | ---- | ------------------------- |
| 1-8     | OGE  | Orica-GreenEDGE           |
| 11-18   | ALM  | AG2R La Mondiale          |
| 21-28   | AND  | GW Erco Shimano           |
| 31-38   | AST  | Astana Qazaqstan Team     |
| 41-48   | BAR  | Bardiani Valvole-CSF Inox |
| 51-58   | BLA  | Blanco Team               |
| 61-68   | BMC  | BMC Racing Team           |
| 71-78   | CAN  | Cannondale                |
| 81-88   | EUS  | Euskaltel–Euskadi         |
| 91-98   | FDJ  | FDJ                       |
| 101-108 | GRS  | Garmin-Sharp              |
| 111-118 | IAM  | IAM Cycling               |
| 121-128 | KAT  | Team Katusha              |

| Núm.    | Codi | Equip                     |
| ------- | ---- | ------------------------- |
| 131-138 | LAM  | Lampre-Merida             |
| 141-148 | LTB  | Lotto-Belisol             |
| 151-158 | MOV  | Movistar Team             |
| 161-168 | MTN  | MTN-Qhubeka               |
| 171-178 | OPQ  | Omega Pharma-Quick Step   |
| 181-188 | RLT  | RadioShack-Leopard        |
| 191-198 | SKY  | Team Sky                  |
| 201-208 | ARG  | Argos-Shimano             |
| 211-218 | EUC  | Team Europcar             |
| 221-228 | TST  | Team Saxo-Tinkoff         |
| 231-238 | VCD  | Vacansoleil-DCM           |
| 241-248 | VIN  | Vini Fantini-Selle Italia |

## Desenvolupament de la cursa
Al km 5 es forma una escapada formada per Diego Rosa (GW Erco Shimano), Maksim Belkov (Team Katusha), Lars Ytting Bak (Lotto-Belisol), Filippo Fortin (Bardiani Valvole-CSF Inox), Matteo Montaguti (AG2R La Mondiale) i Pablo Lastras (Movistar Team). Ràpidament van obrir diferències fins als 11 minuts als 45 km i 12 minuts i mig al km 65. La cursa fou neutralitzada a Ovada, al km 117, degut a la neu. Els ciclistes foren traslladats en autobús a Cogoleto, al km 173. Quan es reprengué la cursa, amb una hora i mitja d'endarreriment, els escapats conservaven el 7 minuts i 10 segons d'abans de la neutralització.
Els equips Astana Qazaqstan Team, Cannondale, Team Sky i Lampre-Merida van prendre el lideratge del gran grup per tal de neutralitzar els escapats. Mentrestant s'anaven succeint els abandonaments fruit del fred intens, com ara Matthew Goss (Orica-GreenEDGE), Michał Kwiatkowski (Omega Pharma-Quick Step) o Giacomo Nizzolo (RadioShack-Leopard). A manca de 70 km els escapats encara disposaven de 4' 30" i de 2' en l'inici de l'ascensió a Capi, on Resa ataca, seguit per Belkov i Bak.
El trio capdavanter fou neutralitzat a la base de la Cipressa. En aquesta ascensió es forma un grup al capdavant en què destaca Sylvain Chavanel (Omega Pharma-Quick Step). En el descens serà Philippe Gilbert (BMC Racing Team) el que passi a l'atac. Peter Sagan (Cannondale) s'uneix a manca de 17 km, acompanyat per John Degenkolb (Argos-Shimano), Fabian Cancellara (RadioShack-Leopard), Filippo Pozzato (Lampre-Merida), Eduard Vorgànov (Team Katusha), Ian Stannard (Team Sky), Jurgen Roelandts i Chavanel. Un posterior atac de Chavanel, Stannard i Vorgnaov els fa iniciar el Poggio amb 25 segons al davant. Posteriors atacs fan que Vorgnaov es despengi i es formi un grup de sis corredors al capdavant, amb Luca Paolini (Team Katusha), Sagan, Pozzato, Gerald Ciolek (MTN-Qhubeka) i Cancellara. Malgrat els atacs de Sagan i Stannard, la victòria es decidí a l'esprint, on Ciolek sorprèn el favorit Sagan.

## Classificació final
|    | Ciclista                 | Equip                   | Temps      | Punts UCI |
| -- | ------------------------ | ----------------------- | ---------- | --------- |
| 1  | Gerald Ciolek (AUS)      | MTN-Qhubeka             | 5h 37' 20" | -         |
| 2  | Peter Sagan (SVK)        | Cannondale              | m. t.      | 80        |
| 3  | Fabian Cancellara (SUI)  | RadioShack-Leopard      | m. t.      | 70        |
| 4  | Sylvain Chavanel (FRA)   | Omega Pharma-Quick Step | m. t.      | 60        |
| 5  | Luca Paolini (ITA)       | Team Katusha            | m. t.      | 50        |
| 6  | Ian Stannard (GBR)       | Team Sky                | m. t.      | 40        |
| 7  | Taylor Phinney (USA)     | BMC Racing Team         | m. t.      | 30        |
| 8  | Alexander Kristoff (NOR) | Team Katusha            | + 14"      | 20        |
| 9  | Mark Cavendish (GBR)     | Omega Pharma-Quick Step | + 14"      | 10        |
| 10 | Bernhard Eisel (AUT)     | Team Sky                | + 14"      | 4         |